# Achleitner
Achleitner ist ein deutscher Familienname.

## Herkunft und Bedeutung
Der Name kann ein Herkunftsname sein, der mit dem Suffix -er auf die Herkunft eines Ortes mit dem Namen Achleiten hinweist. Weiters kann der Name aber auch ein Wohnstättenname sein, für jemanden, der auf der Leiten, einem Bergabhang wohnt.

## Verbreitung
Der Name ist in Österreich vor allem in Oberösterreich verbreitet.

## Namensträger
- Ann-Kristin Achleitner (* 1966), deutsche Wirtschaftswissenschaftlerin
- Arthur Achleitner (1858–1927), deutscher Schriftsteller
- Carl Achleitner (* 1963), österreichischer Schauspieler
- Elke Achleitner (* 1964), österreichische Politikerin
- Franz Achleitner (1918–1991), österreichischer Pilot
- Franz Achleitner Fahrzeugbau und Reifenzentrum GMBH, 1932 gegründeter österr. Hersteller von Spezialfahrzeugen für Polizei und Militär, z. B. Survivor R
- Friedrich Achleitner (1930–2019), österreichischer Architekt und Schriftsteller
- Georg Achleitner (1806–1883), österreichischer Jurist und Politiker
- Heidi Achleitner (* 1972), österreichische Skibobfahrerin
- Hubert Achleitner, eigentlicher Name von Hubert von Goisern (* 1952), österreichischer Musiker
- Ignaz Achleitner (1806–1884), österreichischer Politiker
- Innocentius Achleitner (1832–1880), deutsch-österreichischer Sänger (Bass), Musiker und Chorleiter
- Joseph Christoph Achleitner (1823–1891), deutscher Zitherspieler, Komponist, Musikpädagoge und Dirigent
- Joseph Johann Achleitner (1791–1828), österreichischer Komponist
- Ludwig Achleitner (1799–1873), deutscher Komponist, Organist und Musikpädagoge
- Markus Achleitner (* 1969), österreichischer Manager und Politiker (ÖVP)
- Martin Achleitner (1823–1882), deutscher Wasserbaumeister
- Matthias Achleitner (* 2002), österreichischer Musiker, Dirigent und Komponist
- Patricia Mayr-Achleitner (* 1986), österreichische Tennisspielerin
- Paul Achleitner (* 1956), österreichischer Wirtschaftsmanager
- Rudolf Achleitner (1864–1909), österreichischer Komponist
- Simon Achleitner († 1488), österreichischer Architekt und Steinmetz
- Walter Achleitner (1925–1947), österreichischer Violinist und Komponist